# Pomník Antonína Dvořáka (Karlovy Vary)
Pomník Antonína Dvořáka stojí uprostřed Dvořákových sadů v centru města Karlovy Vary. Socha pochází z roku 1974 a stala se prvním odhaleným skladatelovým pomníkem na území tehdejšího Československa, respektive na světě.

## Antonín Dvořák v Karlových Varech
Jeden z nejslavnějších českých skladatelů Antonín Dvořák (1841–1904) pobýval v Karlových Varech v letech 1879–1894 celkem sedmkrát. Nepřijížděl však jako lázeňský host, ale na setkání mj. s berlínským nakladatelem Fritzem Simrockem, hudebním kritikem Eduardem Hanslickem, hudebním skladatelem Johannesem Brahmsem a s místními představiteli hudebního života klavíristou a pedagogem Aloisem Janečkem a dirigenty, skladateli Josefem Labitzkým a Augustem Labitzkým.

## Historie
Pomník byl vytvořen na počest pobytů Antonína Dvořáka v Karlových Varech a uvedení jeho symfonie Z Nového světa jako evropské premiéry v Poštovním dvoře v roce 1894. Dílo od karlovarského sochaře Karla Kuneše ml. vzniklo roku 1974 za přispění Společnosti Antonína Dvořáka a architektonické spolupráce Adolfa Petra, který rovněž navrhl okolní parkovou úpravu. Slavnostní odhalení pomníku se uskutečnilo 7. září 1974 v rámci Dvořákova karlovarského podzimu při příležitosti 70. výročí skladatelovy smrti v předvečer výročí jeho narození. Pomník tehdy odhalil český klavírista a hudební vědec Václav Holzknecht.
V sadech původně stála socha Mateřství od stejného autora, která byla přemístěna na Palackého náměstí.

## Popis
Jde o nadživotní bronzovou sochu v realistickém stylu. Umělec je zobrazen prostovlasý,  oděný je do fraku. Postava stojí na vrcholu jednoduchého hranolového podstavce z leštěné žuly. Na přední straně soklu je zlacená faksimile skladatelovy signatury. Podstavec je umístěn na jednom stupni většího čtvercového půdorysu, který je složený z leštěných žulových desek.

## Zajímavost
Karlovarská socha Antonína Dvořáka se stala prvním odhaleným pomníkem tohoto umělce na území tehdejšího Československa, ale i na světě. Teprve poté byly odhalovány další sochy představující skladatele:
- 1988 – Nelahozeves, vedle rodného domu Antonína Dvořáka, autor Zdeněk Hošek.
- 1997 – New York, Stuyvesant Square, autor Ivan Meštrović.
- 2000 – Praha, náměstí Jana Palacha, autoři: původní model Josef Wagner, zvětšená socha Jan Wagner.
- 2004 – Příbram, před budovou divadla Antonína Dvořáka, autoři: odlitek Josef Wagner, socha Jan Wagner (odlitek sochy, která stojí před pražským Rudolfinem).